# Söråselsjön
Söråselsjön är en sjö i Åsele kommun i Lappland och ingår i Ångermanälvens huvudavrinningsområde. Sjön är 8 meter djup, har en yta på 1,84 kvadratkilometer och befinner sig 302,3 meter över havet.

## Delavrinningsområde
Söråselsjön ingår i det delavrinningsområde (711720-157216) som SMHI kallar för Utloppet av Söråselsjön. Medelhöjden är 333 meter över havet och ytan är 18,77 kvadratkilometer. Räknas de 854 avrinningsområdena uppströms in blir den ackumulerade arean 9 499,26 kvadratkilometer. Avrinningsområdets utflöde Ångermanälven mynnar i havet. Avrinningsområdet består mestadels av skog (67 procent). Avrinningsområdet har 1,88 kvadratkilometer vattenytor vilket ger det en sjöprocent på 10 procent. Bebyggelsen i området täcker en yta av 1,28 kvadratkilometer eller 7 procent av avrinningsområdet.